# تاريخ إفريقيا

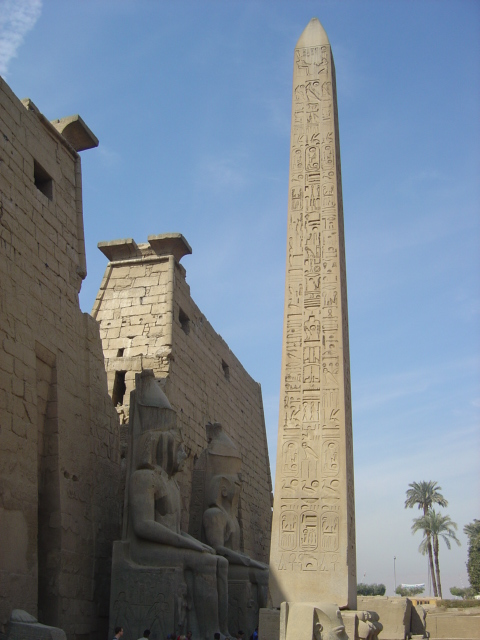

يبدأ تاريخ قارة إفريقيا بنشوء الجنس البشري، فقد كانت هذه القارة - ووفقاً لعلم الحفريات القديمة - مكان نشوء الجنس البشري بعد تطوره منذ 5- 8 مليون سنة. وظهر البشر أسلاف جنسنا المعاصر منذ 130 ألف سنة وحتي 90 ألف سنة. وانتشر البشر على التتابع من خلال الهجرات إلى خارج القارة الإفريقية. وظهرت الحضارة المصرية القديمة بشمال شرق إفريقيا منذ 7 آلاف سنة. ومع الزمن ظهرت وأفلت ثقافات ودول مختلفة. ومنذ 500 سنة كانت توجد مدن مزدهرة وأسواق عامرة ومراكز ناهضة للتعليم حيث كانت تنتشر بالقارة. وتوالى على القارة المستعمرون الأوربيون كتجار للعبيد وافدين. وكانوا يرسلونهم بالملايين قسرا لتعمير المستعمرات بالكاريبي وشمال وجنوب أمريكا وللعمل بالزراعة.

## الإنسان العاقل
منذ 130 إلى 90 ألف سنة ظهر الإنسان العاقل، في شرق وجنوب القارة وكان يعيش في العصر الحجري وصنع الخطافات والإبر من العظام والشفرات من الحجر الرقيق حيث شكل منها المكاشط وسكاكين اليد والسهام والرماح بعد تثبيتها في عصي. ومنذ 90 ألف سنة نزح إلي الشرق الأوسط وأوروبا ووسط آسيا وما وراءها. وكان البشر المعاصرين كانوا أعقاب هؤلاء الأسلاف الأفارقة. ومنذ 40 ألف سنة كان البشر الأفارقة الأوائل يجمعون الثمار ويصطادون الأسماك والحيوانات البرية. وفي كل المناطق الإفريقية التي حلوا بها تكيفوا مع بيئاتهم المناخية المتغيرة والمعيشية. وما بين سنتي 16000 ق.م. و13000ٌ ق.م. كان المناخ أكثر جفافا عما هو عليه حاليا.

## الأربع لغات الإفريقية
كانت الصحراء تمتد شمالا وجنوبا علي حساب السهول العشبية والغابات وتقلصت مساحة الغابات الاستوائية المطيرة. وهذا ما سبب ضغطا علي السكان القدماء مما جعلهم يطورون تقنياتهم والعيش علي مصادر الطعام المتاحة لهم. ونشروا تقنياتهم وثقافاتهم ولغاتهم فيما وراء مواطنهم. فأثروا علي بقية السكان. وهذه الفترة أظهرت الأربع لغات الإفريقية الكبري كاللغة الأفروآسيوية Afro-Asiatic والنيل صحراوية، والنيجر كونغوية وكهيزان التي من بينها انحدرت كل اللغات الإفريقية. فمن إريتريا وتلال البحر الأحمر حتي شمال السودان كان السكان يتكلمون اللغة الأفرو آسيوية وكانوا يجمعون بذور الحشائش البرية ويطحنونها لتصبح دقيقا. وخلال ألف سنة نشروا لغتهم وثقافتهم شمالا في مصر وغربا في كل شمال إفريقيا. وفي منطقة النيل بأواسط السودان كان السكان يتكلمون اللغة النيلو صحراوية. وكانوا يصطادون الوعول الكبيرة والماشية. وهؤلاء انتشروا ما بين جنوب شرق إفريقيا وجنوب غربي الصحراء. وفي مراعي وغابات غرب إفريقيا كان المتكلمون لغة النيجر كونغوية يصطادون بالقوس والسهام ويصطادون الأسماك بالخطاطيف، وكانوا يجمعون من التربة البطاطا(اليام) وانتشرت ثقافتهم ولغاتهم في غرب ووسط إفريقيا وامتدت لتخوم جنوب القارة.

## الآلات الحادة
في شرق إفريقيا استطاع أحفاد المتكلمين لغة كهوزان التوافق مع هذه الفنرة. فصنعوا كميات آلات حجرية دقيقة مشحوذة للصيد ولأغراض أخرى. وهذه الآلات الحادة مكنت شعب كهوزان من أن يكونوا صيادين مهرة والانتشار في جنوب إفريقيا.ورغم التغيرات المناخية خلال آلاف السنين لم يكونوا بحاجة لتربية الحيوانات والزراعة كجيرانهم في الشمال.

## تغير المناخ
بين سنتي 11000 ق.م. و3599 ق.م. اجتاح إفريقيا طور مناخ مطير، وصل أعلي مداه ما بين سنتي 9000 ق.م. و6000ق.م. وأصبحت الصحاري غشبية وحولها غابات وبها أنهار تنبع من أهالي وظهرت بحيرة تشاد الكبرى. وتغير المناخ بشكل كبير حيث ظهرت الزراعة وتربية الحيوانات. أما شعب النيلو صحراوي في وسط السودان كانوا يحصلون علي الحبوب من جيرانهم الأفروآسيويين. وزرعوا السورجم العشبي الاستوائي سنة 8000 ق.م. وفي هذا الوقت اخترعوا تقنيات لصنع الفخار وجمع وتخزين الطعام والمياه. وفي نفس هذه الفترة كان المتكلمون لغة نيلو صحاري روضوا الماشية البرية حول وادي النيل. وما بين سنتي 7000ق.م. و 5000 ق.م. كانوا يستعملون الرحاية ويزرعون القرع والشمام والبقول ونشروا فلاحتهم وممارسة رعيهم لقطعان مواشيهم بإتجاه الغرب عبر الصحراء الجنوبية. وفي هذه الفترة بالشمال، كان المتكلمون اللغة الأفرو آسيوية قد حملوا معهم البذور البرية لمصر وربوا الحمير والخنازير. ومنها انتشروا بالشرق الأوسط حيث زرعوا الحنطة والشعير. ومن هناك انتشرت زراعة القمح بالمناطق الساحلية علي البحر الأبيض المتوسط بشمال إفريقيا. وفي هذه الأثناء ظهر شعب كوشيتك. وكان يتكلم الكوشيتكية وهي لغة منحدرة من اللغة الأفرو آسيوية. وقام بنشر الرعي وزراعة الحبوب بالقرن الإفريقي والسهول الوسطي بشرق آسيا وفي وديان مرتفعات إثيوبيا زرعوا حبوب التيف ونبات الإنست الذي ثمرته تشبه الموز. وفي غرب إفريقيا حيث عاش المتكلمون باللغة النيجروكنجوية، وكانوا يزرعون بطاطة اليام في سافانا الغابات ما بين سنتي 8000 ق.م. و 5000 ق.م. وزرعوا أيضا نخيل الزيوت ونخيل رافيا والبسلة والسوداني وجوز الكولا. وربوا دجاج غنيا. كما زرعوا الأرز في دلتا نهر النيجر. وبعد سنة 3000 ق.م. صنعوا البلط الحجرية المصقولة لقطع الأشجار بالغابات وتوغلوا في المناطق المطيرة بها بالغرب وحوض نهر الكونغو بجنوب شرقه. وبسبب المطار الغزيرة ظهر الصيد بالأنهار والبحيرات ابتداء من بحيرة تشاد لأعالي النيل وجنوبا لبحيرة تولركانا والوادي المتصدع بشرق إفريقيا. فكان صيادو الأسماك يتاجرون فيها ويبيعون الأسماك المجففة للحصول علي حبوبهم والمنتجات الأخرى من جيرانهم.
في سنة 3500 انحسرت الأمطار وأصبحت المناطق جافة وتحولت لصحراء، هج منها قطعان الماشية وتقلصت الزراعات ولم يبق منها سوى ما حول مصادر المياه الدائمة كوادي النيل ببلاد النوبة (مادة) بشمال السودان وجنوب مصر بمنطقة الشلالات. وفي العصر الجليدي

## المشغولات المعدنية
ظهرت المشغولات المعدنية لأول مرة بإفريقيا في مصر قبل توحيدها عام 3100 ق.م. حيث كان النحاس يستخدم بها. وظلت الحجارة والنحاس أهم المواد التي يصنع منها الآلات وقتها بمصر حتي القرن 17 ق.م. عندما غزا الهكسوس البلاد من الشرق الأوسط. وحملوا معهم البرونزالسبيكة المتينة إليها. وأثناء حكم المملكة الحديثة كان الذهب يزين المجوهرات وقصور الفراعنة ومقابرهم. وفي غرب مصر بجبال النيجر اكتشف النحاس وكانت أعمال النحاس هناك منذ سنة 3000 ق.م.. وبحلول سنة 1500 ق.م. كانت تقنيات تصنيع النحاس قد تطورت وصنعت أفران صهره. وانتشرت صناعاته في جنوب الصحراء بالجزء الشمالي لإفريقيا. وجاءت تقنية صهر الحديد في الأفران من الشرق الأوسط لشمال شرق إفريقيا بمصر (من الحيثيين (مادة)) منذ عام 670 ق.م. لكنه كان معروفا في جنوب الصحراء الكبري قبل وصوله مصر بحوالي 300 سنة حبث كان يصهر في الأفران ويصنع منه المشغولات الحديدية ولاسيما حول بحيرة تشاد وفي مناطق البحيرات الكبري بشرق إفريقيا كبحيرة فيكتوريا وبحيرة تنجانيقا منذ 1000 سنة ق. م. وانتشرت تقنية تصنيعه لدي الشعوب الزراعية في غرب ووسط وشرق إفريقيا، ووصل جنوب إفريقيا في القرون الأولي ميلادية. ولوجود ووفرته صنعت الآلات والأسلحة الحديدية مما مكن سكان غرب إفريقيا من تقطيع الأشجار بالغابات لزراعتها وتطوير أساليب صيد الحيوانات. وهذا شجع السكان علي الزراعة وانتشار المجانعات الزراعية. ولاسيما في أراضي دلتا نهر النيجر حيث انتشرت القري الريفية. وكان القرويون ينتجون الأسماك المجففة والأرز والقطن. وكانوا ينتجون أكثر من احتياجهم، فكانوا يتاجرون بها مع جيرانهم. وحوالي سنة 250 ق.م. جنوب مالي أكبر المراكز التجارية.

## تقنية الري
انتشرت زراعة الأرز في غينيا وسيراليون وليبيريا. وفي هذه الدول استطاع الفلاحون المحليون تطوير تقنية الري. فكانوا يستعملون المياه المالحة المد بالمحيط في تطهير الأرض من الحشائش واستعمال مياه الأنهار العذبة لري الأرز. وكان العبيد الذين أخذوا قسرا وقهرا بعد عدة قرون، نقلوا معهم تقنيات الزراعة لولاية كاروليتا الأمريكية. وفي غرب إفريقيا كان بالمجتمعات النيجرو كونغوية صناع مهرة للمشغولات اليدوية، حبث كانوا متخصصين في حفر الخشب وصناعة القوارب الكانو canoes التي كانت من سيقان الشجار المحفورة والكراسي بثلاثة أرجل والأقنعة التي كانت تستعمل في الأعياد والطقوس الدينية. وفي سهول وسط نيجيريا المترامية حيث ظهرت منذ عام 500 ق.م. حضارة النوك حيث كان الصناع المهرة يستخدمون تقنية النقش وصناعة الفخار في نحت الرؤوس للأشخاص والحيوانات من الطين الطري ويجففونه. وبحلول عام 2000 ق.م. نزح فلاحو شعب البانتو من الكاميرون وشرق نيجيريا إلي غابات حوض نهر الكونغو. وحملوا معهم ثقافة نيجركونغو. أبحروا ووصلوا في قوارب الكانو. وأقاموا مستوطناتهم علي ضفتي نهر الكونغو وزرعوا بطاطا اليام ونخيل الزيوت واصطادوا الحيوانات والأسماك. وفي سنة 1000ق.م. توغلوا لما وراء الغابات ووصلوا المراعي العشبية في أنغولا ومنطقة البحيرات الكبري وتعلموا تصنيع الحديد وكيفية تربية المواشي وزراعة الحبوب من جيرانهم السودانيين والكوشيتين. ففلاحو شعب البانتو كان يزرع البطاطا ويبذر الحبوب ويرعي المواشي ويربي الحيوانات الداجنة ويصنع الحديد والفخار. وهذه المهارات التقنية جعلتهم ينتشرون بمجموعات صغيرة في شرق ووسط وجنوب إفريقيا ما بين سنتي 300 ق.م. و300 م. وتفاعلوا مع سكان هذه المناطق من الكهوزان. والمنطقة الوحيدة التي لم يصلوها هي الركن الغربي الجنوبي من إفريقيا، لأنها كانت منطقة جافة لاتصلح للزراعة.

## الإغريق والرومان
كان الإغريق قد استولوا علي مصر عام 332 ق.م. فربطوها بثروات البحر ألأبيض المتوسط، وتكيفوا مع الثقافة المصرية. وأصبحت اليونانية لغة الدواوين والتجارة. وأقاموا الإسكندرية كعاصمة لهم والتي أصبحت بعد عدة قرون أهم المراكز التجارية في العالم القديم.
استولى الرومان علي مصر عام 31 ق.م. وكانت مصر تمد روما بالقمح. كما استولوا علي شمال إفريقيا منذ 150 ق.م. (أنظر :قرطاج). وكان الرومان يطلقون علي إقليم تونس الخاضع بهم كلمة إفريقيا. وكان بغربه ممالك قبائل الأمازيغ التي كانت رعاة بالجبال واستقروا للزراعة علي السواحل في شمال الجزائر وموريتانيا وشمال مراكش. وكان الرومان يطلقون عليها نوميديا. وهذ المناطق حافظت علي استقلالها. لكنها دخلت في معاهدات تجارية مع الرومان. لكن بحلول عام 200 م. أصبحت هذه البلدان خاضعة للرومان. وكام شمال إفريقيا الروماني يمد الامبراطورية الرومانية بالقمح والزيتون الذي كان ينمو علي الساحل وظهرت مزارع شاسعة يعمل بها الأمازيغ. ولما انقسمت الإمبراطورية الرومانية خضع شمال إفريقيا للفندال الجرمانيين ثم للإمبراطورية البيزنطية بالقسطنطينية عام 533م. وفي سنة 100 م. دخلت المسيحية مصر ومنها انتشرت للنوبة وإثيوبيا بالجنوب وبالغرب بلغت البربر بشمال إفريقيا. وكان الرومان قد أدخلوا الجمل سنة 200 م. ويعتبر ثورة في المواصلات عبر رمال الصحراء بالشمال الإفريقي. وكانت قوافل الجمال التجارية تعبر الصحراء في شهرين وتتوجه من واحة لأخرى. فانتعشت التجارة بسبب ظهور الجمال، بين غرب إفريقيا حبث تصدر العبيد والذهب والملح والمنتجات الحيوانية، وبين ساحل البحر الأبيض المتوسط حيث كان يجلب منه الخيول والملابس والأسلحة.

### الإسلام في إفريقيا
ودخل العرب المسلمون إلى مصر وأدخلوا معهم الإسلام عام 641 م. الذي انتشر بشمال إفريقيا بالقرن السابع وبلغ منها أسبانيا وقتها. ودخل الإسلام الي النوبة بالقرن 14م. عن طريق التجار العرب. وظهرت مملكة غانا في منطقة بينية بين الصحراء الكبري والغلبات بجنوب شرق موريتانيا. وكان الهدف من قيامها التجارة في الذهب الذي ينتج في جنوبها وتشتريه قوافل بدو الصحراء التجارية لتحمله الجمال لشمال إفريقيا. وكانت غانا قد تحولت علي أيدي المرابطين بمراكش للإسلام في القرن 11م. وكانت قبائل سونينك ومادينكا (أو منديجو أو مالينك) قد انفصلت عن غانا عام 1230 حيث قام قائد ماندينكا ساندياتا كيتا، بتكوين اتحاد للقبائل في الوادي الخصيب باعالي نهر النيجر وجعل جيرانه تحت سيطرته مؤسسا إمبراطورية مالي وكانت أكبر من مملكة غانا. وقامت إمبراطورية سونغاي (سونجهاي)، في الجانب الشرقي لمنحني نهر النيجر، وعاصمتها جاو. وكانت مملكة تجارية بجانب النهر منذ القرن 8 م. وكانت أول دولة تنفصل عن استعمار مالي. وكانت تمتد من ساحل المحيط الأطلنطي حتي وسط النيجر وفي أواخر القرن 16 م. عانت الإمبراطورية من الصراعات والنزاعات مما أضعف السلطة المركزية حيث نشأت عدة دول بالشرق كبورنو ودول مدن الهوسا وسلطنة الطوارق. واستولت عليها مراكش عام 1591 م.

## القرن العشرين

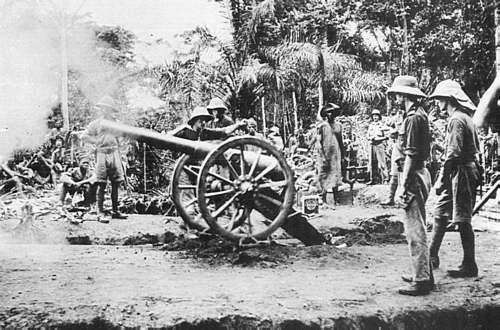
القوة الاستعمارية البريطانية في إفريقيا خلال الحرب العالمية الأولى: حملة الكاميرون 1915

في ثمانينيات القرن التاسع عشر، قسمت القوى الأوروبية معظم إفريقيا (كانت إثيوبيا وليبيريا فقط مستقلتين). حكمت هذه القوى حتى ما بعد الحرب العالمية الثانية إلى حين أصبحت القوى القومية أشد بأسًا. في خمسينيات وستينيات القرن الماضي، أصبحت الأملاك الاستعمارية دولًا مستقلة. كانت العملية سلمية في العادة، ولكن حدثت أيضًا عدة حروب أهلية دموية مريرة، كما هو الحال في الجزائر وكينيا وأماكن أخرى. استفادت القوة القومية الجديدة والقوية في جميع أنحاء إفريقيا من المهارات التنظيمية التي تعلمها السكان الأصليون في الجيوش البريطانية والفرنسية والجيوش الأخرى في الحربين العالميتين. أدى ذلك إلى تشكيل منظمات غير خاضعة لسيطرة القوى الاستعمارية وغير معترف بها من قبل الاستعمار وهياكل السلطة المحلية التقليدية التي كانت تتعاون مع القوى الاستعمارية. بدأت المنظمات القومية في تحدي الهياكل الاستعمارية التقليدية والحديثة، وطردتها في النهاية. تولى زعماء الحركات القومية السلطة بعد رحيل السلطات الأوروبية؛ وحكم كثيرون لعقود أو حتى الممات. شملت هذه الهياكل المنظمات السياسية والتعليمية والدينية وغيرها من المنظمات الاجتماعية. في العقود الأخيرة، شهدت العديد من البلدان الإفريقية انتصار الحماس القومي وهزيمته، ما أدى إلى تغير العملية من حيث موقع مركزية سلطة الدولة والدولة الميراثية.

### الحرب العالمية الأولى
مع خضوع القسم الأعظم من القارة للسيطرة الاستعمارية للحكومات الأوروبية، شكلت الحربان العالميتان حدثين مهمين في التاريخ الجيوسياسي لإفريقيا. كانت إفريقيا مسرحًا للحرب وشهدت معارك في كلتا الحربين. كان الأمر الأهم من ذلك في معظم المناطق أن قاعدة الحرب الشاملة للقوى الاستعمارية أثرت على حكم المستعمرات الإفريقية، إذ أدت إلى تخصيص الموارد والتجنيد الإلزامي وفرض الضرائب. شُنت عدة حملات في إفريقيا في الحرب العالمية الأولى، منها حملة توغولاند وحملة كاميرون وحملة جنوب غرب إفريقيا وحملة شرق إفريقيا. سعت قوات الحلفاء البريطانية على وجه الخصوص والقوات الفرنسية والبلجيكية والجنوب إفريقية والبرتغالية في الحملات الثلاث إلى طرد الألمان من مستعمراتهم الإفريقية. كان عدد القوات الألمانية أقل بكثير في الحملات الثلاث، وأدى التفوق البحري للحلفاء إلى قطع التعزيزات والإمدادات عنها. غزا الحلفاء في النهاية جميع المستعمرات الألمانية. تمكنت القوات الألمانية في شرق إفريقيا من الصمود طوال الحرب، ولكنها لم تستطع السيطرة على أراضٍ جديدة بعد عام 1917. بعد الحرب العالمية الأولى، استولت فرنسا وبلجيكا والإمبراطورية البريطانية على المستعمرات الألمانية السابقة في إفريقيا.
بعد الحرب العالمية الأولى، واصلت القوى الاستعمارية تعزيز سيطرتها على أراضيها الإفريقية. نجح عدد كبير من المستوطنين في بعض المناطق، لا سيما في جنوب وشرق إفريقيا، في الضغط من أجل مزيد من نقل السلطة، أو ما يسمى بـ «الحكم الذاتي» من قبل المستوطنين البيض. تعاملت أنظمة المستوطنين تعاملًا أكثر قسوة مع السكان الأفارقة في كثير من الأحيان، ونظرت إليهم على أنهم تهديد أكبر للسلطة السياسية، على عكس الأنظمة الاستعمارية التي سعت عمومًا إلى إشراك السكان المحليين في الإنتاج الاقتصادي. أثر الكساد الكبير بشدة على اقتصاد إفريقيا غير المكتفي، والذي كان يعتمد في معظمه على إنتاج السلع الأساسية للأسواق الغربية. مع تزايد الطلب في أواخر الثلاثينيات، انتعش الاقتصاد الإفريقي أيضًا.
كانت إفريقيا موقعًا لإحدى أولى حالات التوسعات الإقليمية الفاشية في ثلاثينيات القرن المنصرم. حاولت إيطاليا غزو إثيوبيا في تسعينيات القرن التاسع عشر، ولكن قوبلت محاولاتها بالصد في الحرب الإيطالية الإثيوبية الأولى. وقعت إثيوبيا بين مستعمرتين إيطاليتين إحداهما في أرض الصومال الإيطالية والأخرى في إريتريا، ووقعت ضحية للغزو في أكتوبر 1935. احتلت القوات الإيطالية العاصمة أديس أبابا بتفوق ساحق في المدرعات والطائرات وأعلنت النصر فعليًا بحلول مايو 1936. وحّدت إيطاليا إثيوبيا ومستعمراتها الأخرى في شرق إفريقيا الإيطالية.

## وصلات خارجية
- ريتشارد هوكر، "حضارة إفريقيا"، جامعة ولاية واشنطن (بالإنجليزية)